# 朝鮮王朝實錄
《朝鲜王朝实录》，朝鮮民主主義人民共和國稱其為《朝鮮封建王朝實錄》，有些中國、日本學者也將其稱為《李朝实录》，是一套记录朝鲜王朝始祖太祖到哲宗共25代、472年间（1392年-1863年）历史的編年體史書，共有1893卷，888册。目前有三個版本存世：鼎足山本1181册、太白山本848册、五台山本27册、其他散页本21册，合计2077册。这些版本一起被指定为韓國国宝第151号，1997年10月被联合国教科文组织列入世界记忆遗产名录。
韓國國史編纂委員會在1993年完成《朝鮮王朝實錄》韓文翻譯，2006年提供漢文和韓文本的網路閱覽服務，並預計在2033年完成英譯本。

## 概要
朝鮮歷代君主在位期間，都有專門的史官負責收集檔案，並按日期為順序記載日常事務。這些記錄被稱為「史草」，其中包括了外交事務、經濟、宗教、氣象現象、藝術以及日常生活等。参与《朝鲜王朝实录》编写的人员，无论是基础资料的制作，还是实际编撰的士官，对其官职的独立性和记述内容的保密性都设有制度加以保障。沒有任何人有權力閲讀史草，甚至連國王都不能這麽做。任何史官膽敢泄露或篡改史草的內容，將會被處以斬首的刑罰，如此嚴苛的規定使的這些史料具有很高的可信度。然而仍有國王試圖閲讀史草，例如燕山君就曾調查過史草的內容，最終導致了1498年的戊午士禍，一位史官及其他五名官員因參與編寫史草而被殘酷處決。這次事件使史官採取措施進行檢查，以防止國王閲讀實錄。
史草作為原始資料，記錄了國王的所有言行舉止。例如，有一次朝鮮太宗在狩獵中墜馬，要求不要讓史官知道自己墜馬之事；然而，史官卻將太宗墜馬、且要求不要讓史官知道這一件事完完全全地寫進了實錄裏：
《朝鮮王朝實錄•太宗實錄》卷七：四年2月8日 “親御弓矢，馳馬射獐，因馬仆而墜，不傷。顧左右曰：‘勿令史官知之。’”
每當國王去世、世子登基之後，新任國王就會命人整理先王在位時期的史草，將其編纂成實錄。
朝鮮王朝前期，《朝鮮王朝實錄》正本存放於漢陽（今首爾）春秋馆，副本存放於忠州、星州、全州的史库。在壬辰倭乱時期，忠州和星州史庫在倭軍的攻擊中被毀，春秋館的《朝鮮王朝實錄》正本，則在倭軍攻破漢陽的戰鬥時被燒毀。唯有全州本被送往內藏山中，得以保留下來。
1603年（宣祖三十六年），宣祖下令對依据全州本重新刊行了太祖朝至明宗朝期間13代國王的實錄，共印刷了五部。全州本被置於春秋馆。至於其他四部，則在摩尼山、太白山、妙香山、五台山各新設一个史库，用以分別放置這幾個版本的實錄。
1624年，春秋館本在李之亂中佚失，此後未能恢復佚失的內容。摩尼山本部分內容於1636年的丙子胡亂中佚失，1633年，妙香山殘本被移藏於茂朱的赤裳山。1678年，摩尼山本被遷移至江華島的鼎足山史庫。1905年（光武9年），春秋馆本移存於奎章阁。
1910年日韓合邦後，奎章阁史庫被廢除，奎章阁本被移交朝鮮总督府收集。1911年，太白山本和鼎足山本也移交朝鲜总督府，赤裳山本收藏於旧王宫藏书阁，五台山本被“赠送”给东京帝国大学。1923年关东大地震，五台山本大部分损毁，如今仅剩下27册。1930年，朝鲜总督府将太白山本和鼎足山本送给京城帝国大学；日本投降后，移交韩国，存放於首尔大学奎章阁。1950年朝鮮战争时期，赤裳山本被朝鮮繳獲，依據金日成的命令被轉移至朝鮮民主主義人民共和國控制的後方，现存放在金日成综合大学。1984年，首尔大学奎章阁的鼎足山本和太白山本被分开妥善保存，太白山本转移至總務處政府記錄保存所釜山支所（位於釜山蓮堤區巨堤洞）保管，至今仍存放於韩国國家記錄院轄下的歷史檔案館。
現存的《朝鮮王朝實錄》有三個版本：
- 鼎足山本有1181冊；
- 太白山本有848冊；
- 五台山本有27冊；

其他散逸本有21冊，合共2,077冊。
此外，日韓合邦後，朝鲜总督府于1935年组织编纂了《高宗实录》和《纯宗实录》，记载最後兩朝高宗和純宗兩代所發生的事，因是日本殖民者編纂，其史料價值不被大韓民國及朝鮮民主主義人民共和國的歷史學家所承認，最后二朝高宗和純宗一般是不列入在實錄之內。若將其包括在內，則包含總共27代君主、519年（1392年－1910年），共1893卷，888冊，總共約6400萬字。其中《纯宗实录》之後還有《纯宗实录附錄》，兩者的時間界限是1910年8月29日（日韓合併條約生效日），而附錄是到1928年7月6日止（已逝的朝鮮純宗、純明孝皇后祔太廟之日）。
1997年10月，《朝鮮王朝實錄》被联合国教科文组织登记为世界記憶計劃，亦被列入韓國國寶第151號。
2006年7月14日，東京大學對五台山本的47冊殘本使用微縮膠片進行數位化，並將原件歸還給首爾大學奎章閣。

## 目錄
| 順序 | 名稱              | 卷  | 冊  | 編撰                              | 原名 | 其他                                           |
| ---- | ----------------- | --- | --- | --------------------------------- | --- | ---------------------------------------------- |
| 1    | 太祖實錄 （태조실록）     | 15  | 3   | 1413年3月22日 （太宗13年3月辛丑） | 太祖康獻大王實錄 （태조강헌대왕실록） |                                                |
| 2    | 定宗實錄 （）     | 6   | 1   | 1426年8月15日 （世宗8年8月丙子）  | 恭靖王實錄 （공정왕실록） |                                                |
| 3    | 太宗實錄 （）     | 36  | 16  | 1431年 （世宗13年）               | 太宗恭定大王實錄 （태종공정대왕실록） |                                                |
| 4    | 世宗實錄 （）     | 163 | 67  | 1454年 （端宗2年）                | 世宗莊憲大王實錄 （세종장헌대왕실록） |                                                |
| 5    | 文宗實錄 （）     | 13  | 6   | 1455年 （世祖元年）               | 文宗恭順大王實錄 （문종공순대왕실록） |                                                |
| 6    | 端宗實錄 （）     | 14  | 6   | 1469年 （睿宗元年）               | 魯山君日記 （） |                                                |
| 7    | 世祖實錄 （세조실록）     | 49  | 18  | 1471年 （成宗2年）                | 世祖惠莊大王實錄 （세조혜장대왕실록） |                                                |
| 8    | 睿宗實錄 （）     | 8   | 3   | 1472年 （成宗3年）                | 睿宗襄悼大王實錄 （예종양도대왕실록） |                                                |
| 9    | 成宗實錄 （）     | 297 | 47  | 1499年 （燕山君5年）              | 成宗康靖大王實錄 （성종강정대왕실록） |                                                |
| 10   | 燕山君日記 （）   | 63  | 17  | 1509年 （中宗4年）                | |                                                |
| 11   | 中宗實錄 （）     | 105 | 53  | 1550年 （明宗5年）                | 中宗恭僖徽文昭武欽仁誠孝大王實錄 （중종공희휘문소무흠인성효대왕실록）                                                                                                   |                                                |
| 12   | 仁宗實錄 （）     | 2   | 2   | 1550年 （明宗5年）                | 仁宗榮靖獻文懿武章肅欽孝大王實錄 （인종영정헌문의무장숙흠효대왕실록）                                                                                                   |                                                |
| 13   | 明宗實錄 （）     | 34  | 21  | 1571年 （宣祖4年）                | 明宗大王實錄 （명종대왕실록） |                                                |
| 14   | 宣祖實錄 （선조실록）     | 221 | 116 | 1616年 （光海君8年）              | 宣宗昭敬大王實錄 （선종소경대왕실록） |                                                |
| 14   | 宣祖修訂實錄 （선조수정실록） | 42  | 8   | 1657年 （孝宗8年）                | 宣祖昭敬大王修訂實錄 （선조소경대왕수정실록） |                                                |
| 15   | 光海君日記 （）   | 187 | 64  | 1633年 （仁祖11年）               | 光海君日記 （） | 中草本（太白山本）（중초본（태백산본））                         |
| 15   | 光海君日記 （）   | 187 | 40  | 1653年 （孝宗4年）                | 光海君日記 （） | 正草本（鼎足山本）（정초본（정족산본））                         |
| 16   | 仁祖實錄 （인조실록）     | 50  | 50  | 1653年 （孝宗4年）                | 仁祖大王實錄 （인조대왕실록） |                                                |
| 17   | 孝宗實錄 （）     | 21  | 22  | 1661年 （顯宗2年）                | 孝宗大王實錄 （효종대왕실록） |                                                |
| 18   | 顯宗實錄 （）     | 22  | 23  | 1677年 （肅宗3年）                | 顯宗純文肅武敬仁彰孝大王實錄 （현종순문숙무경인창효대왕실록） |                                                |
| 18   | 顯宗改修實錄 （현종개수실록） | 28  | 29  | 1683年 （肅宗9年）                | 顯宗純文肅武敬仁彰孝大王改修實錄 （현종순문숙무경인창효대왕개수실록）                                                                                                   |                                                |
| 19   | 肅宗實錄 （）     | 65  | 73  | 1728年 （英祖4年）                | 肅宗顯義光倫睿聖英烈章文憲武敬明元孝大王實錄 （숙종현의광륜예성영렬장문헌무경명원효대왕실록）                                                                                       | 另有《肅宗實錄補闕正誤》（숙종실록보궐정오）                   |
| 20   | 景宗實錄 （）     | 15  | 7   | 1732年 （英祖8年）                | 景宗德文翼武純仁宣孝大王實錄 （경종덕문익무순인선효대왕실록） |                                                |
| 20   | 景宗修訂實錄 （경종수정실록） | 5   | 3   | 1781年 （正祖5年）                | 景宗德文翼武純仁宣孝大王修訂實錄 （경종덕문익무순인선효대왕수정실록）                                                                                                   |                                                |
| 21   | 英祖實錄 （영조실록）     | 127 | 83  | 1781年 正祖5年                    | 英宗至行純德英謨毅烈章義弘倫光仁敦禧體天建極聖功神化大成廣運開泰基永堯明舜哲乾健坤寧翼文宣武熙敬顯孝大王實錄 （영종지행순덕영모의열장의홍륜광인돈희체천건극성공신화대성광운개태기영요명순철건건곤녕익문선무희경현효대왕실록）                       | 大韓帝國成立後改名〈英祖實錄〉。               |
| 22   | 正祖實錄 （정조실록）     | 54  | 56  | 1805年 純祖5年                    | 正宗文成武烈聖仁莊孝大王實錄 （정종문성무열성인장효대왕실록） | 大韓帝國成立後改名〈正祖實錄〉。               |
| 23   | 純祖實錄 （순조실록）     | 34  | 36  | 1838年 憲宗4年                    | 純宗淵德顯道景仁純禧文安武靖憲敬成孝大王實錄 （순조연덕현도경인순희문안무정헌경성효대왕실록록）                                                                                       | 大韓帝國成立後改名〈純祖實錄〉。               |
| 24   | 憲宗實錄 （）     | 16  | 9   | 1851年 哲宗2年                    | 憲宗經文緯武明仁哲孝大王實錄 （헌종경문위무명인철효대왕실록） | 大韓帝國成立後，又再改諡號，省略。見憲宗條目。 |
| 25   | 哲宗實錄 （）     | 15  | 9   | 1865年 朝鮮高宗2年                | 哲宗熙倫正極粹德純聖文顯武成獻仁英孝大王實錄 （철종희륜정극수덕순성문현무성헌인영효대왕실록）                                                                                       | 大韓帝國成立後，又再改諡號，省略。見哲宗條目。 |
| 26   | 高宗實錄 （）     | 52  | 52  | 1934年                            | 高宗統天隆運肇極敦倫正聖光義明功大德堯峻舜徽禹謨湯敬應命立紀至化神烈巍勳洪業啓基宣曆乾行坤定英毅弘休壽康文憲武章仁翼貞孝太皇帝實錄 （고종통천융운조극돈륜정성광의명공대덕요준순휘우모탕경응명입기지화신열외훈홍업계기선력건행곤정영의홍휴수강문헌무장인익정효태황제실록） |                                                |
| 27   | 純宗實錄 （）     | 22  | 8   | 1934年                            | 純宗文溫武寧敦仁誠敬孝皇帝實錄 （순종문온무녕돈인성경효황제실록） | 另有《純宗實錄附錄》（순종실록부록）           |

## 出版
1953年，《朝鮮王朝實錄》由日本学习院东洋文化研究所影印出版，共五十册，该版《朝鮮王朝實錄》未包含〈高宗实录〉和〈纯宗实录〉。
1959年，《朝鮮王朝實錄》中的〈高宗实录〉和〈纯宗实录〉由中国科学院和朝鲜科学院合作根据“金柜秘本”影印出版。
朝鲜文版《朝鮮王朝實錄》由朝鲜社会科学院民族古典研究所翻译出版。

## 史料價值
按照年、月、日的順序記錄從朝鮮王朝第一代國王太祖到第二十五代國王哲宗的472年（1392-1863）歷史的書籍。共有1893卷、888冊，作為一個王朝的歷史記錄，是世界上跨年份最長的資料，同時又是收錄政治、經濟、社會、軍事、文化、天文等多種領域內容的寶貴資料。而且嚴格保障史官的獨立性，國王也不許隨便查閱和修改史官記錄的資料，作為檔案資料具有很高的真實性和可信度。是國寶第151號，1997年10月被注冊為「世界记忆遗产」。
《朝鮮王朝實錄》是研究朝鮮王朝政治、經濟、社會、文化的重要史料。除此之外，《朝鮮王朝實錄》中還包含了大量有關外國或外族的資料，包括中國（明與清）、女真、日本、琉球、東南亞及歐美諸國等，是研究東亞國際關係的重要史料。
《朝鮮王朝實錄》對女真族的記載最為詳細，比起《明實錄》或中國其他史書對女真族的記載還要完整。《朝鮮王朝實錄》可說是一般研究女真歷史文化的重要史料。

## 外部連結
- 中央研究院. .   [2020-01-05]. （原始内容存档于2019-12-31） （中文（臺灣））.
- 國史編纂委員會 （국사편찬위원회）. .   [2009-05-16]. （原始内容存档于2016-01-01） （韩语）.
- 世宗大王紀念事業會 （세종대왕기념사업회）.  （韩语）.
- 联合国教科文组织世界记忆项目 （유네스코 세계기록유산）. .   [2010-05-17]. （原始内容存档于2021-03-07） （韩语）.